# Le Samyn 2009
La Le Samyn 2009, quarantunesima edizione della corsa, valida come evento del circuito UCI Europe Tour 2009 categoria 1.1, fu disputata il 4 marzo 2009 per un percorso di 191,9 km. Fu vinta dal belga Wouter Weylandt, al traguardo in 4h43'28" alla media di 40,619 km/h.
Furono 44 in totale i ciclisti che portarono a termine il percorso.

## Ordine d'arrivo (Top 10)
| Pos. | Corridore       | Squadra       | Tempo    |
| ---- | --------------- | ------------- | -------- |
| 1    | Wouter Weylandt | QuickStep     | 4h38'10" |
| 2    | Rémi Cusin      | Agritubel     | s.t.     |
| 3    | Björn Leukemans | Vacansoleil   | a 6"     |
| 4    | Markus Eichler  | Milram        | a 34"    |
| 5    | Roy Sentjens    | Silence       | a 43"    |
| 6    | Jérémie Galland | Besson Chaus. | s.t.     |
| 7    | Jan Bakelants   | Topsport Vl.  | s.t.     |
| 8    | Florian Vachon  | Roubaix-Lille | s.t.     |
| 9    | Geert Omloop    | Palmans Cras  | a 2'06"  |
| 10   | Jimmy Casper    | Besson Chaus. | a 4'58"  |